# An der Schmücke
An der Schmücke est une commune allemande de l'arrondissement de Kyffhäuser, dans le land de Thuringe.
Elle est nommée d'après la région de collines de Schmücke.

## Géographie

### Communes voisines
Commençant au nord et allant dans le sens des aiguilles d'une montre, An der Schmücke borde les communes suivantes : Bad Frankenhausen, Artern, Reinsdorf, Gehofen, Roßleben-Wiehe, Oberheldrungen, Kölleda, Sömmerda, Etzleben, Büchel, Riethgen et Kindelbrück.

### Structure de la ville
La ville se compose des quartiers de Bahnhof Heldrungen, Braunsroda, Bretleben, Gorsleben, Hauteroda, Heldrungen, Hemleben, Oldisleben et Sachsenburg.

## Histoire
Dans le cadre des fusions volontaires de la réforme territoriale en 2018 et 2019, les communes de Bretleben, Gorsleben, Hauteroda, Heldrungen, Hemleben, Oldisleben sont convenues d'une fusion à compter du 1er janvier 2019. Avec les communes d'Etzleben et d'Oberheldrungen, elles faisaient partie à la communauté administrative d'An der Schmücke, qui est dissoute le 1er janvier 2019. An der Schmücke agit comme une communauté épanouissante pour ces dernières En novembre 2018, cinq maires ont proposé de nommer la future commune «Heldrungen». Cependant, cette proposition n'a pas pu être adoptée à l'unanimité. En outre, la phase d'audition, au cours de laquelle des déclarations écrites auraient dû être faites, était déjà terminée.

## Politique

### Conseil municipal
Lors des élections locales du 26 mai 2019, avec un taux de participation de 58,1 %, le premier conseil municipal de la nouvelle commune est élu avec le résultat suivant :
| Liste     | %    | Sièges |
| --------- | ---- | ------ |
| CDU       | 26,2 | 5      |
| BGS       | 25,9 | 5      |
| SPD       | 15,6 | 3      |
| Die Linke | 14,8 | 3      |
| BfH       | 9.4  | 2      |
| BWV       | 8,2  | 2      |

### Maire
Lors des élections municipales du 26 mai 2019, Holger Häßler (sans parti) est élu premier maire de la nouvelle municipalité avec 54,3% des votes valides et un taux de participation de 58,1%. Il l'emporte sur Thomas Wolff (CDU), qui a obtenu 45,7 % des voix.

## Personnalités liées à la ville
- Hans Sittich von Berlepsch (1480-1533), chevalier mort à la forteresse d'Heldrungen (de)
- Pierre-Ernest Ier de Mansfeld (1517-1604), gouverneur du Luxembourg, né à Heldrungen.
- Sethus Calvisius (1556-1615), compositeur né à Gorsleben.
- Gottlob Schulze (1761-1833), philosophe né à Heldrungen.